# 不值得活的生命
「不值得活的生命」（德語："Lebensunwertes Leben"）是一納粹德國政府使用的詞彙，指稱那些沒有生命權的人種，其中包含所有的羅姆人；這些人種會遭國家處決或強制安樂死。「不值得活的生命」同時包含了患有嚴重疾病、不治之疾或體格與種族政策規定相去過遠的民眾。這項概念是納粹主義意識形態的重要構成元素之一，最終更導致了猶太人大屠殺。「不值得活的生命」與「劣等人種」的概念相近，但前者的定義較為狹隘；換言之，並非所有的劣等人種都是「不值得活的生命」（舉例而言，斯拉夫人雖被視為劣等人種，但對納粹當局而言仍是有用的勞動力）。
納粹德國元首阿道夫·希特勒於1939年親自決定採納對「不值得活的生命」的安樂死計畫。第一項安樂死計畫「T4行動」於1941年因遭逢社會大眾反對而中止，但德國政府仍然透過14f13行動繼續施行對集中營囚犯的屠殺。對身障人士的安樂死則以秘密行動的方式持續至第二次世界大戰結束。原先德國各醫療院所均以致命注射與灌入過量一氧化碳的方式來執行安樂死，但納粹政府隨後將規模擴大為建造附帶毒氣室的滅絕營的方式來實行對猶太人與羅姆人的系統性屠殺。

## 歷史
「不值得活的生命」這個用語首次出現於由萊比錫大學法學家卡爾·賓登與佛萊堡大學精神病學家阿爾弗雷德·奧什在1920年所共同撰寫的著作《讓不值得活的生命自生自滅》（Die Freigabe der Vernichtung Lebensunwerten Lebens）一書中。
根據奧什的說法，部分活著的人腦部有殘疾，智能有障礙，甚或患有自閉症（雖然當時自閉症還不是一種被認可的疾病）；這些精神疾病導致人的「心理死亡」，使「軀體徒留空殼」而沒有意志。奧什認為將這種人除去是有益的。納粹政府稍後更將屠殺對象擴展至「血統不純正」和「流著劣等血統」的民眾。
這項概念是納粹種族政策的立論依據之一，同時也造成納粹滅絕營的建立。在納粹意識形態主導下，任何不值得活著的人種均會遭遣送至滅絕營內屠殺。此外，納粹政府也借重這項概念合理化納粹人體實驗與優生學計畫的執行。

## 發展
根據《醫學殺戮與種族滅絕的心理學》（Medical Killing and the Psychology of Genocide）的作者兼精神科醫師羅伯特·傑伊·利夫頓，整個滅絕政策共經歷了五個不同的階段與調整：
納粹政權執行對「不值得活的生命」的政策方針時，共可分為五個步驟：第一步是強迫絕育。接著是殺害醫院內的身障兒童；第三步是在備有毒氣瓦斯的特定場所內殺害多數來自於精神病院的殘疾人士。隨後，屠殺對象擴展至納粹集中營與滅絕營內的殘疾囚犯。最後一步才是滅絕營內的無差別大屠殺。

## 外部連結
- "Life Unworthy of Life" and other Medical Killing Programmes by Dr. Stuart D. Stein, 西英格蘭大學
- Contemporary English translation of "Allowing the Destruction of Life Unworthy of life"（页面存档备份，存于） by Dr. Cristina Modak
- German text online of Die Freigabe der Vernichtung lebensunwerten Lebens （页面存档备份，存于）